# День бабака (фільм)
«День бабака» (англ. Groundhog Day) — американська комедія з елементами фантастики режисера Гарольда Реміса за мотивами оповідання Денні Рубіна.
Події відбуваються у містечку Панксатоні штату Пенсільванія. Головний персонаж — Філ Коннорс (Білл Мюррей) — переживає постійно один і той самий день — 2 лютого, день Бабака.
Станом на 1 березня 2024 року фільм займав 242-гу позицію у списку «250 найкращих фільмів за версією IMDb».

## Сюжет
Щороку 2 лютого у невеликому американському містечку Панксатоні, штат Пенсільванія) проводиться свято під назвою «День Бабака». У цей день люди навмисне будять бабака на ім'я Філ із зимової сплячки й прогнозують за його поведінкою чи скоро настане справжня весна. Щороку на це свято в Панксатоні з Піттсбурга їздить самозакоханий і зарозумілий телеоглядач погоди Філ Коннорс (Білл Мюррей), якому набридла його робота, та який ненавидить цей фестиваль у глухому містечку.
Приїхавши в черговий раз на фестиваль бабака разом із колегою Ритою (Енді Мак-Давелл), Філ зупиняється в готелі ввечері 1 лютого. Зранку 2 лютого він зустрічає надокучливого знайомого Неда, без жодного задоволення відвідує свято, а дорогою назад потрапляє в затор через завірюху. Філ змушений лишитись в готелі на ніч. Зранку він чує вже знайомий прогноз погоди та думає, що на радіо поставили вчорашній запис. Але й інші події повторюються, виявляється Філ прокинувся знову 2 лютого. Він вважає, це дежавю або що він захворів. День повторюється, Філ засинає в готелі та знову-таки прокидається зранку 2 лютого.
Виїхати з міста не вдається, тому що сніжна буря щоразу замітає дороги. Філ змушений знову і знову переживати 2 лютого на фестивалі бабака, знову вести звідти репортаж, знову повертатися в готель. І так кожен новий день. При цьому ніхто, крім нього, не помічає часового кільця, тому що наступного 2 лютого не пам'ятає подій «вчорашнього 2 лютого». Бажаючи залишити ненависне містечко, Філ звертається до невропатолога і психіатра (який, як на зло, пропонує прийти до нього «завтра»), але нічого не допомагає — наступного дня він знову прокидається 2 лютого о 6:00 в готелі містечка Панксатоні.
Поміркувавши, Філ вирішує віддатися задоволенням: об'їстися солодощами, зайнятися сексом, пограбувати банк і розтринькати всі гроші — адже наслідків не буде. Але розваги йому швидко набридають. Тоді він намагається спокусити свою колегу Риту, в яку таємно закоханий. Але вона, бувши порядною дівчиною, ніяк не погоджується на секс в перший же вечір, а другого у Філа просто немає.
Зневірившись у можливості спокусити Риту і втомившись від нудного містечка, Філ вирішує покінчити життя самогубством, прихопивши на той світ ненависного тезку — бабака Філа. Але всі зусилля марні — Філ знову прокидається 2 лютого в тому ж номері готелю. Він пробує все нові та нові способи суїциду, але ніщо не допомагає — 3 лютого не настає.
Випробувавши все, вивчивши Панксатоні вздовж і впоперек і дуже стомившись, Філ, нарешті, вирішує присвятити цей фатальний день корисним і добрим справам. Шляхетні й безкорисливі вчинки, які Філ робить зо дня на день (і про що знає тільки він сам), до вечора роблять його найпопулярнішою людиною в місті. Через це Рита сама звертає на нього увагу, вони зближуються, і петля часу, нарешті, розривається. Філ прокидається не один, а поруч з Ритою, і за вікном 3 лютого.

## Час перебування Філа у часовій петлі
Оцінки щодо того, скільки часу Філ провів у петлі часу, сильно відрізняються. Режисер фільму Гарольд Реміс у коментарях до DVD-видання фільму висловився, що, на його думку, Філ перебував у петлі часу 10 років. Пізніше він називав термін у 8 років, 8 місяців і 16 днів. Однак у відповідь на лист від журналу «Heeb», він написав: «Я думаю, що 10 років — надто мало. Потрібно принаймні 10 років, щоб стати вправним у чомусь, а враховуючи витрачений час, мало минути не менше 30-40 років».
У 2014 році вебсайт Whatculture дослідив сцену фільму та згадки Філа про минулі дні та вирахував, що Філ провів у петлі часу без врахування високосних років 12395 днів, або 33 роки й 350 днів.

## У ролях

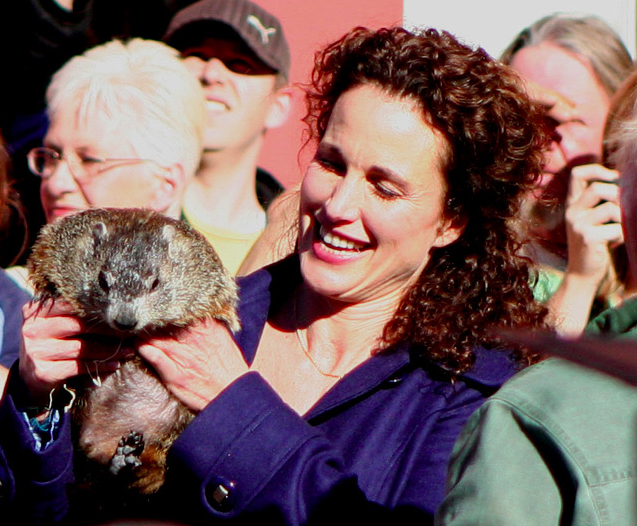
Енді Мак-Давелл з бабаком, 2008 р.

- Білл Мюррей — Філ Коннорс
- Енді Мак-Давелл — Рита
- Кріс Елліотт — Ларрі
- Стівен Тоболовські — Нед Раєрсон
- Браян Дойл-Мюррей — Бастер Грін
- Рік Овертон — Ральф
- Майкл Шеннон — Фред
- Віллі Гарсон — помічник Філа Кенні

## Український дубляж
Фільм дубльовано українською студією «Так Треба Продакшн» на замовлення vod-провайдера sweet.tv у 2021 році.
- Режисер дубляжу — Олена Мойжес
- Звукорежисери запису — Андрій Єршов, Ярослав Зелінський, Ігор Грищенко, Сергій Ваніфатів

Ролі дублювали: Олег Лепенець, Марина Локтіонова, Ігор Журбенко, Валентина Сова, Євген Пашин, Ганна Артем'єва, Андрій Соболєв, Тетяна Руда, Володимир Терещук, Оксана Гринько, Павло Скороходько, Наталя Поліщук, Дмитро Терещук, Кирило Татарченко

## Нагороди
- Saturn Award (1994)
  - Найкраща актриса — Енді Макдауел
- BAFTA Film Award (1994)
  - Найкращий сценарій — Денні Рубін, Гарольд Реміс
- British Comedy Award (1993)
  - Найкраща кінокомедія року